# Mosaic de selva i sabana de Guinea

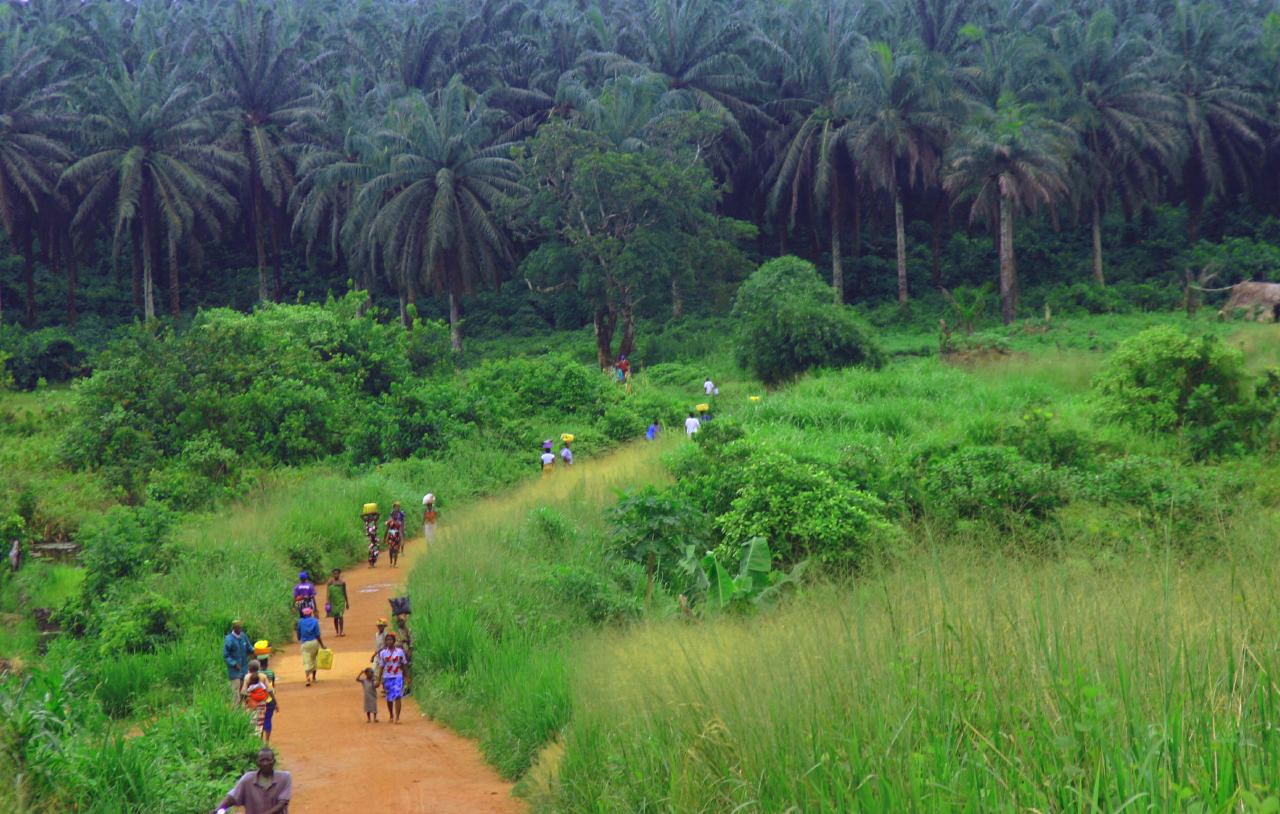
Mosaic de selva i sabana de Guinea

El Mosaic de selva i sabana de Guinea és una ecoregió de la zona afrotròpica, definida per WWF, formada per àrees de selva, sabana i prada, que separa les selves costaneres de la sabana sudanesa occidental.

## Descripció
És una ecoregió de sabana que cobreix una àrea de 673.600 quilòmetres quadrats, i s'estén des de la costa del Senegal i Gàmbia fins a l'est de Nigèria; inclou parts de Guinea Bissau, Guinea, Sierra Leone, Costa d'Ivori, Ghana, Togo, Benín i Camerun.
Limita al nord amb la sabana sudanesa occidental i, al centre de Nigèria, el mosaic de selva i prada de l'altiplà de Jos. Al sud, limita, d'oest a est, amb el manglar de Guinea, la selva guineana occidental de terres baixes, la selva guineana oriental, el manglar d'Àfrica Central i la costa a través del corredor Togo-Dahomey, la selva de terres baixes de Nigèria, la selva de transició del Cross-Níger i la Selva costanera del Cross-Sanaga i Bioko. A l'est, la selva de la serralada de Camerun, en la serralada de Camerun, entre Nigèria i Camerun, separa aquesta ecoregió del mosaic de selva i sabana del nord del Congo. A més, part de la selva de muntanya guineana està enclavada en aquesta ecoregió.

## Flora
Aquesta regió és principalment de pastures creuades amb arbres que creixen al costat dels rierols i als vessants, on es produeixen constantment incendis per evitar el creixement d'arbres a camp obert. La Lophira laceolata és un arbre que és més resistent al foc.

## Fauna
La barreja de boscos i praderies proporcionen l'hàbitat per a una gran varietat d'espècies des dels grans mamífers com el lleopard, Elefant africà de bosc, hipopòtam i antílops com el duiquer de flancs vermells fins a la tortuga comuna, així com espècies més localitzades com la mona vermella i els cucs llangardaixos de Ghana (Amphisbaenia).
Els aiguamolls de la regió són rics en aus, com l'estornell d'ulls brillants i la grua coronada de coll negre.

## Assentaments humans
L'ecoregió cobreix grans àrees de molts països de l'Àfrica Occidental, incloent:
- Senegal - la major part del braç meridional de Casamance incloent la ciutat de Ziguinchor.
- Tot l'interior de Guinea Bissau
- Guinea - la banda de terres baixes paral·lela a la costa i després la zona cap al sud-est de la serralada central, incloent les ciutats de Fria, Kindia i Kissidougou.
- Nord de Sierra Leone incloent les ciutats de Makeni i Kabala.
- Costa d'Ivori - una franja a través de l'est mitjà a partir de Touba a través de la segona ciutat del país Bouaké.
- Una banda ampla a través de Ghana, incloent el país a l'est del llac Volta, on la ciutat principal és Ho.
- Togo - l'altiplà meridional.
- Benín - les àrees del sud incloent la ciutat de Bohicon.
- Nigèria - una gran àrea incloent les ciutats d'Ibadan, que significa on la selva es troba amb la sabana, la capital del país Abuja, Lokoja on es troben el riu Níger i el riu Benue, Enugu, i Makurdi.

## Amenaces i conservació
Aquesta zona ha estat poblada pels éssers humans durant milers d'anys i només n'està protegida formalment un 2 %. El principal parc és el Parc Nacional Outamba-Kilimi a Sierra Leone.